# Ерік Траоре
Ерік Траоре (фр. Eric Traoré, нар. 21 травня 1996, Уагадугу) — буркінійський футболіст, півзахисник єгипетського клубу «Пірамідс» і національної збірної Буркіна-Фасо.

## Клубна кар'єра
Народився 21 травня 1996 року в місті Уагадугу. Вихованець футбольної школи клубу «Уагадугу». Дорослу футбольну кар'єру розпочав 2012 року в основній команді того ж клубу, в якій провів чотири сезони. 
2016 року перебрався до Єгипту, ставши гравцем «Асуана». Пізніше того ж року перейшов до команди «Міср-Ель-Макаса». Відіграв за команду з Фаюма наступні два з половиною сезони своєї ігрової кар'єри.
У січні 2019 року за понад 2,5 мільйони євро перейшов до складу «Пірамідс».

## Виступи за збірну
2014 року дебютував в офіційних матчах у складі національної збірної Буркіна-Фасо.
У складі збірної був учасником Кубка африканських націй 2021 року в Камеруні, де був гравцем резерву і вийшов на поле лише в грі за третє місце, яку його команда програла у серії пенальті господарям турніру.
| Дата       | Місто       | Господарі       | Результат               | Гості        | Турнір                                            | Голи | Примітки |
| ---------- | ----------- | --------------- | ----------------------- | ------------ | ------------------------------------------------- | ---- | -------- |
| 16-1-2014  | Кейптаун    | Буркіна-Фасо    | 1 – 1                   | Марокко      | Чемпіонат африканських націй 2014 - 1-й етап      | -    |          |
| 20-1-2014  | Кейптаун    | Буркіна-Фасо    | 0 – 1                   | Зімбабве     | Чемпіонат африканських націй 2014 - 1-й етап      | -    | 50'      |
| 12-5-2015  | Алмати      | Казахстан       | 0 – 0                   | Буркіна-Фасо | товариський матч                                  | -    | 83'      |
| 9-6-2019   | Марбелья    | ДР Конго        | 0 – 0                   | Буркіна-Фасо | товариський матч                                  | -    | 79'      |
| 13-11-2019 | Уагадугу    | Буркіна-Фасо    | 0 – 0                   | Уганда       | Відбір до Кубка африканських націй 2021           | -    | 66'      |
| 17-11-2019 | Хартум      | Південний Судан | 1 – 2                   | Буркіна-Фасо | Відбір до Кубка африканських націй 2021           | -    | 50'      |
| 9-10-2020  | Ель-Джадіда | Буркіна-Фасо    | 3 – 0                   | ДР Конго     | товариський матч                                  | -    | 82'      |
| 12-10-2020 | Ель-Джадіда | Буркіна-Фасо    | 2 – 1                   | Мадагаскар   | товариський матч                                  | 1    | 77'      |
| 12-11-2020 | Уагадугу    | Буркіна-Фасо    | 3 – 1                   | Малаві       | Відбір до Кубка африканських націй 2021           | -    | 70'      |
| 5-6-2021   | Абіджан     | Кот-д'Івуар     | 2 – 1                   | Буркіна-Фасо | товариський матч                                  | -    |          |
| 12-6-2021  | Рабат       | Марокко         | 1 – 0                   | Буркіна-Фасо | товариський матч                                  | -    |          |
| 2-9-2021   | Марракеш    | Нігер           | 0 – 2                   | Буркіна-Фасо | Відбір до ЧС 2022                                 | -    |          |
| 11-10-2021 | Марракеш    | Буркіна-Фасо    | 2 – 0                   | Джибуті      | Відбір до ЧС 2022                                 | -    | 72'      |
| 5-2-2022   | Яунде       | Буркіна-Фасо    | 3 – 3 д.ч. (3 – 5 п.п.) | Камерун      | Кубок африканських націй 2021 - гра за 3-тє місце | -    | 87'      |
| Усього     |             | Матчів          | 14                      |              | Голів                                             | 1    |          |